# Ambroise Paré
Ambroise Paré (1510-1590) foi um cirurgião francês. Introduziu várias inovações na prática médica.

## História
Ambroise Paré nasceu por volta de 1510 em Bourg-Hensent, perto de Laval, na França. Não era médico e iniciou sua carreira como aprendiz de cirurgião-barbeiro em Laval. No ano de 1533, ele se tornou aprendiz no Hotel-Dieu, e após estudar anatomia e cirurgia, em 1537 passou a trabalhar. Na época, acreditava-se que os ferimentos de balas de arma de fogo eram venenosos e por isso deviam ser tratados com óleo fervente. Em certa ocasião, o suprimento de óleo acabou e Pare o substituiu por uma mistura de gema de ovo, óleo de rosas e terebintina. Descobriu então que a nova mistura provocava uma cicatrização mais rápida do que o óleo fervente. Foi Paré o idealizador de membros e olhos artificiais, assim como o precursor do implante dentário. Inventou novos instrumentos cirúrgicos, reviveu a versão podálica de Sorano, bem como a operação de lábio leporino, e foi o primeiro a perceber que a sífilis era causa de aneurisma da aorta. Foi pioneiro na homeostase de membros amputados, com o uso de pinças e fios para ligar os vasos, tal como se pratica hoje.
Paré, demonstrando seu forte espírito religioso dizia sempre, referindo-se a seus pacientes: Eu o tratei, Deus o curou.
Em 1545, Paré publicou um livro sobre suas descobertas: La Méthode de traicter lês playes faites par les arquebuses et autres bastons à feu ( Método de tratar ferimentos feitos por arcabuzes e outras armas de fogo). Sendo que em 1553, publicou uma segunda edição com o mesmo nome. Então, ele começou a criar várias obras sobre como tratar os ferimentos causados por armas de fogo. Em 1564 publicou Dix livres de la Chirurgie e, em 1575, aos 65 anos de idade, reuniu todos os seus trabalhos sob o título Les Oeuvres de M. Ambroise Paré, avec les figures et les portraits de l'Anatomie que des instruments de chirurgie et de plusieurs monstres. 
Em 1552, se tornou cirurgião do rei Henrique II e a partir de então teve a seus cuidados os monarcas Francisco II, Carlos IX e Henrique III. Paré morreu em Paris, França. No dia 20 de dezembro de 1590, com 80 anos de idade.

## Obras
- Briefve collection de l'administration anatomique, avec la manière de cojoindre les os, et d'extraire les enfants tant mors que vivans du ventre de la mère, lorsque la nature de soi ne peult venir a son effect
- Deux livres de chirurgie, de la génération de l'homme, & manière d'extraire les enfans hors du ventre de la mère, ensemble ce qu'il faut faire pour la faire mieux, & plus tost accoucher, avec la cure de plusieurs maladies qui luy peuvent survenir
- Discours d'Ambroise Paré : avec une table des plus notables matières contenues esdits discours ; De la mumie ; De la licorne ; Des venins ; De la peste
- Dix livres de la chirurgie : avec le magasin des instrumens necessaires à icelle
- La maniere de traicter les playes faictes tant par hacquebutes, que par flèches, & les accidentz d'icelles, comme fractures & caries des os, gangrene & mortification, avec les pourtraictz des instrumentz necessaires pour leur curation
- Les œuvres de M. Ambroise Paré,... : avec les figures & portraicts tant de l'anatomie que des instruments de chirurgie, & de plusieurs monstres
- Traicté de la peste, de la petite verolle & rougeolle... : avec une brefve description de la lèpre
- Traicté de la peste, de la petite verolle & rougeolle...